# Stig Egede-Nissen
Stig Egede-Nissen (11 de diciembre de 1907 - 4 de octubre de 1988) fue un actor y oficial de marina noruego.

## Biografía
Nacido en Oslo, Noruega, interrumpió sus estudios de medicina para formarse en el Instituto de Tecnología de Noruega hasta el año 1935, decidiendo estudiar arte dramático en el Universidad Carnegie Mellon de Pittsburgh entre 1935 y 1938. De nuevo en Noruega, debutó como actor en el Teatro de Trøndelag de Trondheim, pero después se mudó a Oslo, donde actuó en el Carl Johan Teatret entre 1940 y 1942. 
Durante la Segunda Guerra Mundial, fue arrestado el 24 de mayo de 1941 y encarcelado en el centro Møllergata 19, en Oslo. Fue puesto en libertad el 5 de julio de ese año En 1942 huyó y viajó a Inglaterra tras pasar por Suecia. Ingresó en la Royal Navy y aprendió telegrafía antes de embarcar en el HMS Wensleydale en 1944. Con el empleo de teniente, captó y decodificó mensajes alemanes. Además, participó en la Batalla de Normandía en 1944 y en la Operación Polar Bear VI en 1945. 
Egede-Nissen actuó en el Teatro de Trøndelag entre los años 1945 y 1947. Entre 1947 y 1967 estuvo en el Det Nye Teater, trabajó a menudo para la cadena radiofónica Norsk Rikskringkasting, y formó parte durante una temporada del Riksteatret. A partir de 1967 y hasta 1976 fue actor independiente, actuando para el Det norske teatret, el Teatro de Trøndelag y el Teatro nacional
Además de su trabajo interpretativo, Egede-Nissen tuvo durante un tiempo labores directivas en el Norsk Skuespillerforbund (Asociación noruega de actores). 
En los años 1950 inició trabajos de renovación de cinco de las casas del Siglo XVI existentes en Damstredet (Oslo), labor que continuaría su joven esposa, Unni Gärtner Egede-Nissen (1937–2004).
Egede-Nissen era hijo del político del Partido Comunista de Noruega Adam Egede-Nissen y de su esposa, Goggi Egede-Nissen. Era hermano de los actores Aud Egede-Nissen, Gerd Grieg, Ada Kramm, Oscar Egede-Nissen, Lill Egede-Nissen y Gøril Havrevold. El actor falleció en Noruega en el año 1988.

## Premios
- Medalla de San Olaf con rama de roble[6]

## Filmografía (selección)
- 1973 : Fysiske fordeler (TV)
- 1966 : Broder Gabrielsen
- 1964 : Marenco
- 1961 : Fru Inger til Østråt (TV)
- 1958 : I slik en natt
- 1957 : Toya & Heidi
- 1954 : Aldri annet enn bråk
- 1951 : Flukten fra Dakar
- 1946 : Om kjærlighet synger de
- 1945 : The return of the vikings